# Нюдя-Тутысымаяха
Нюдя-Тутысымаяха (устар. Нюди-Тутысыма-Яха) — река в России, протекает в Ямало-Ненецком автономном округе. Устье реки находится в 83 км по левому берегу реки Вэнтокойяху. Длина реки — 35 км.

## Данные водного реестра
По данным государственного водного реестра России относится к Нижнеобскому бассейновому округу, водохозяйственный участок реки — Пур. Речной бассейн реки — Пур.